# غشای زلاله‌ای تارسال بزرگ
غشای زلاله‌ای تارسال بزرگ (انگلیسی: Great tarsal synovial membrane) یک غشاء زلاله‌ای در ناحیه پا است. غشاهای زلاله‌ای (سینوویال) میان استخوان‌های متاتارسال دوم و سوم و همچنین سوم و چهارم بخشی از غشای بزرگ مفصلی تارس هستند. افزون بر این میان استخوان‌های متاتارسال چهارم و پنجم یک غشای سینوویال طولانی در مفصل کووبوئیدومتاتار جای دارد.